# Gara Paris-Nord
Gara de Nord (în franceză Gare de Paris-Nord sau Gare du Nord) este cea mai mare din cele șase gări ce deservesc marile linii din capitala Franței. Se afla în arondismentul 10 din Paris. Este un important nod multimodal care oferă acces la trenuri de mare viteză ce oferă legături naționale și internaționale (gara este terminalul parizian al serviciilor Eurostar și Thalys), trenuri regionale, trenuri expres urbane, metrou și autobuz. Cu un trafic de 180 milioane pasageri anual  Arhivat în 4 decembrie 2007, la Wayback Machine. este cea mai frecventată gară europeană și a treia la nivel mondial după cele din Tokyo și Chicago. 

## Legături deservite

### Internaționale
- Eurostar  : Londra
- Thalys : Bruxelles - Amsterdam - Köln Hbf.
- Tren de noapte : Berlin - Hamburg

### Național
- SNCF TGV : Lille-Flandres, Arras, Dunkerque, Calais-Ville, Valenciennes, și alte localități din Nord-Pas de Calais ;
- SNCF Corail și TER : servicii spre regiunea Picardia (Amiens, Saint-Quentin, șamd) și regiunea Nord-Pas de Calais (Boulogne, Maubeuge, șamd) ;
- SNCF Transilien : servicii către departamentele Seine-Saint-Denis, Val-d'Oise și Oise ;

### Local
- RER : Liniile B și D :
  - linia B deservește Aeroportul Internațional Charles de Gaulle și Aeroportul Orly, stadionul stade de France, precum și periferia nord-estică și sud-vestică a Parisului
  - linia D deservește  stadionul stade de France și periferia nordică și sudică a Parisului. De asemenea asigură o legătură rapidă cu Gara Lyonului.
- metrou : 
  - Linia 2
  - Linia 4 asigură legătura cu Gara Montparnasse și Gara de Est
  - Linia 5 asigură legătura cu Gara de Est
  - Linia 7 asigură legătura cu Gara de Est